# Hannelore Erle
Hannelore Erle (* 9. Januar 1934 in Magdeburg; † 1. Januar 1996 in Berlin) war eine deutsche Schauspielerin, Kabarettistin und Tänzerin.

## Leben
Als Bühnenschauspielerin arbeitete Hannelore Erle unter anderem um das Jahr 1960 herum am damaligen Theater der Bergarbeiter in Senftenberg. Von 1965 bis 1991 gehörte sie dem Ensemble des Berliner Kabaretts Distel an.
Für das Fernsehen war Erle seit Mitte der 1960er-Jahre sporadisch tätig. Unter anderem wirkte sie in jeweils zwei Folgen der Krimiserien Polizeiruf 110 und Der Staatsanwalt hat das Wort mit. Im Synchronstudio lieh sie ihren Kolleginnen Arlette Didier (Suzanne in Die Olsenbande fliegt über alle Berge) und Joan Sims (Amy Murgatroyd in Miss Marple) ihre Stimme.
Hannelore Erle war bis zu ihrem Tod mit ihrem Kollegen Dietmar Richter-Reinick verheiratet und hatte eine Tochter. Sie starb am Neujahrstag 1996 wenige Tage vor Vollendung ihres 62. Lebensjahres an einem Herzinfarkt und wurde am 13. Februar 1996 auf dem Auferstehungs-Kirchhof im Berliner Ortsteil Weißensee beigesetzt.

## Filmografie
- 1966: Eine kleine Hausmusik
- 1967: Kleiner Mann – was nun?
- 1967: Der schwarze Reiter
- 1968: Schüsse unterm Galgen
- 1968: Kriminalfälle ohne Beispiel – Die Dominas-Bande
- 1969: Geheime Spuren
- 1969: Zeit zu leben
- 1972: Polizeiruf 110 – Minuten zu spät
- 1973: Ein wunderbarer Tag
- 1975: Der Staatsanwalt hat das Wort – Heimliche Hände
- 1975: Du bist dran mit Frühstück
- 1975: Geschwister
- 1976: Ein altes Modell
- 1977: Fernsehpitaval – Der Ring
- 1982: Emil, der Versager
- 1982: Der Staatsanwalt hat das Wort – Hoffnung für Anna
- 1982: Komm mit mir nach Chicago
- 1982: Wiederbegegnung
- 1983: Die Zaubergräte
- 1984: Polizeiruf 110 – Schwere Jahre (2. Teil)

## Hörspiele (Auswahl)
- 1965: Brüder Grimm: Der Fuchs und die Katze (Katze) – Regie: Werner Schurbaum (Kinderhörspiel – Litera)
- 1965: Endre Vázsonyi: Persische Märchen aus 1001 Tag (Prinzessin) – Regie: Renate Thormelen (Kinderhörspiel – Litera)
- 1966: Brüder Grimm: Von einem, der auszog, das Fürchten zu lernen (Katzen) – Regie: Werner Schurbaum (Kinderhörspiel – Litera)